# باول سيفيرين
باول سيفيرين (بالإنجليزية: Paul Severin)‏ هو لاعب كرة قدم أمريكية أمريكي، ولد في 14 أغسطس 1918، وتوفي في 6 أبريل 2006.